# Ash-Sheikh Sa'd
Ash-Sheikh Sa'd, en arabe : خربة الشيخ سعد, est un village du gouvernorat de Jérusalem en Palestine. Il est situé à six kilomètres au sud-est de Jérusalem en Cisjordanie.
Selon le recensement du bureau central palestinien des statistiques, la localité compte une population de 2 776 habitants en 2017.